# Шоколадница (рисунок)
«Прекрасная шоколадница» (фр. La Belle Chocolatière, нем. Das Schokoladenmädchen) — наиболее известное произведение швейцарского художника XVIII века Ж. Э. Лиотара, изображающее служанку, несущую на подносе горячий шоколад. Рисунок выполнен в технике пастели на пергаменте.

## История
Легенда о создании этой пастели такова: в 1745 году австрийский аристократ князь Дитрихштейн зашёл в венскую кофейню, чтобы попробовать новый шоколадный напиток, о котором так много шло разговоров в это время. Его официанткой оказалась Анна Бальтауф (Anna Baltauf), дочь обедневшего дворянина Мельхиора Бальтауфа. Князь был покорён её обаянием и, несмотря на возражения своей семьи, взял девушку в жёны. «Шоколадница» стала свадебным подарком для новой княгини, заказанным молодожёном у модного швейцарского художника Лиотара. Портретист изобразил невесту в костюме официантки XVIII века, увековечив любовь с первого взгляда. (Именно эта версия — настоящая история Золушки — была популяризирована в буклетах компании Baker).
Согласно другой версии, будущую княгиню звали Шарлотта Бальтауф, её отец был венским банкиром, и пастель была создана в его доме — так гласит надпись, сохранившаяся на копии рисунка, хранящейся в Лондоне в галерее «Orleans House». Также встречается вариант, согласно которому это был не заказной портрет: художник сам захотел его написать, поражённый красотой девушки, камеристки императрицы Марии-Терезии, звавшейся Бальдуф и ставшей позже женой Иосифа Венцеля фон Лихтенштейна. В конечном счёте личность модели точно не установлена.
«Я купил пастель знаменитого Лиотара. 

Она исполнена в незаметных градациях 

света и с превосходным рельефом. 

Переданная природа нисколько не 

изменена; будучи европейской работой, 

пастель исполнена в духе китайцев… 

заклятых врагов тени. Что же касается 

законченности работы, то можно сказать 

в одном слове: это Гольбейн пастели. 

На ней изображена в профиль молодая 

немецкая девушка-камеристка, которая 

несёт поднос со стаканом воды и 

чашкой шоколада».
Покинув Вену, Лиотар прибыл в Венецию, где продал эту пастель графу Франческо Альгаротти, занимавшемуся пополнением коллекций Августа III, короля Польши, и Фридриха II Прусского.
С 1765 года пастель находилась в Дрезденской галерее. Во время Второй мировой войны она была перевезена нацистами в крепость Кёнигштайн, где была найдена советскими войсками.

## Описание
Сюжет произведения прост: девушка в белом накрахмаленном переднике держит в руках поднос, на нём стоят фарфоровая чашка с шоколадом и стеклянный стакан с водой. (Примечательно, что пастель впервые в европейском искусстве изображает мейсенский фарфор, производство которого было основано в Европе незадолго до написания картины). Девушка изображена на практически нейтральном фоне, образованном светлой стеной и полом. Направление взгляда модели, а также предметы в её руках делают произведение похожим не на классический портрет, а скорее на жанровую сценку, тем более что официантка выглядит не стоящей неподвижно (позирующей), а идущей вперёд, готовой подать на стол. Колорит произведения гармоничен: костюм девушки состоит из серебристо-серой юбки с белым фартуком и корсажа золотистого цвета. На её голове розовый чепчик с белой отделкой. «После условности и манерности некоторых мастеров XVIII века почти фотографическая точность картины Ж.-Э. Лиотара производила впечатление откровения», отмечают исследователи. Стакан с водой бликует от источника общего света за спиной художника, а стекло и вода преломляют отражение верхнего края подноса. Характер очертания тени от фигуры модели на стене указывает на ещё один источник верхнего света, что характерно для мансард, в которых обычно располагались мастерские художников.
Как отмечают исследователи, непритязательность композиции и лёгкая атмосфера пастели ставит её в один ряд с работами Шардена и Вермеера, изображающими людей, углублённых в свои повседневные занятия. Уже современниками Лиотара рисунок воспринимался как шедевр.

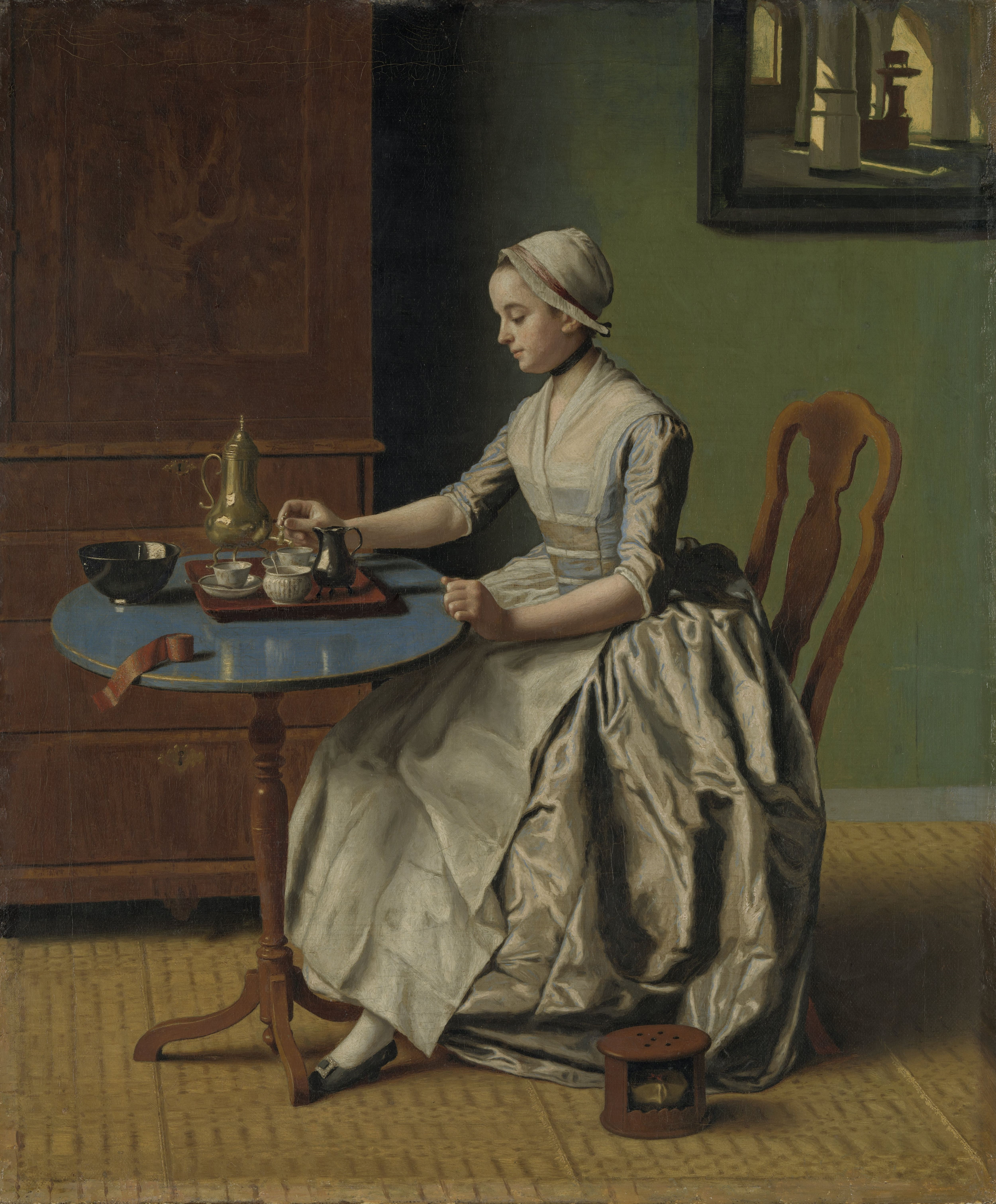
Ж. Э. Лиотар. «Дама с шоколадом» — другая картина художника на близкий сюжет. Национальная галерея, Лондон

## В массовой культуре
Портрет экспонировался в Дрезденской галерее, где его увидел Генри Л. Пирс, президент американской фирмы по торговле шоколадом, и в 1862 году американская компания «Baker's Chocolate» приобрела права на использование пастели, что делает её старейшей торговой маркой в США и одной из старейших в мире. Часто встречается вариант её использования в виде чёрно-белого силуэта. Ещё одна копия рисунка находится в доме-музее компании Бейкер в Дорчестере, штат Массачусетс.